# I rök och dans
I rök och dans är en svensk komedifilm från 1954 regisserad av Yngve Gamlin och Bengt Blomgren. Filmen var Povel Ramels projekt Knäppupps första filmproduktion och är indelad i olika episoder. Martin Ljung spelar totalt 16 roller i filmen.

## Om filmen
Filmen hade premiär den 30 juli 1954 på biograf Spegeln i Stockholm. Den har visats vid ett flertal tillfällen i SVT, bland annat 1969, 1983, 2019,  2021 och i maj 2022.

## Rollista i urval
- Martin Ljung – filmmakare/Huno Tolftén/Tattar-Martin (med flera)
- Annalisa Ericson – Anna-Marja/cigarrettflicka
- Stig Järrel – handlarns Per
- Hjördis Petterson – Aurora Tolftén
- Holger Löwenadler – Stor-Hugge
- Jan Erik Lindqvist – Algot, handlare
- Povel Ramel – författare och Gusten I
- Yngve Gamlin – Gusten II
- Ingvar Kjellson – Snål-Jampe
- Georg Funkquist – museivaktmästare
- Birgitta Andersson – hustru i Martins film
- Lennart Lundh – hennes man
- Ulla Petré – filmfynd
- Alf Östlund – prost
- Mille Schmidt – Fröjdevall/karolin
- David Erikson – talangscout
- Karl Erik Flens –  Blom/karolin
- Birger Malmsten – kärlekspartner i höstack
- Margit Carlqvist – kärlekspartner i höstack
- Lars Ekborg – kärlekspartner i höstack
- Hasse Ekman – kärlekspartner i höstack
- Ingrid Thulin – kärlekspartner i höstack
- Ann-Marie Gyllenspetz – kärlekspartner i höstack
- Göthe Grefbo – länsmansbiträde/bilist
- Ludde Juberg – länsman
- Börje Mellvig – byråchef/Görtz
- Norma Sjöholm – på båt med Martin Ljung
- Flickery Flies

## Filmmusik i urval
- Autumn Breezes, kompositör Norman Demuth
- Bacillen, kompositör Povel Ramel
- Turion, kompositör Povel Ramel
- Cigareets, Whuskey and Wild, Wild Women, kompositör och text Tim Spencer
- En trumpet, en klarinett och en gammaldags bas/Jazz me Blues, kompositör Tom Delany, svensk text Povel Ramel
- Heritage of Glory, kompositör King Palmer
- I'm so Lonesome Tonight, kompositör Francis Chagrin
- Jig, kompositör C M Campbell
- Lullaby, kompositör Dolf van der Linden
- S:t John's Eve, kompositör Ronald Hanmer
- Violins in Velvet, kompositör L Bagerly

## DVD
Filmen gavs ut på DVD 2015.